# Objektivstandarte
Die Objektivstandarte dient der Befestigung eines Objektivs an einer Fachkamera. Bei derartigen Kameras ist die Objektivstandarte mit der Vorrichtung zur Aufnahme des Filmes, der Filmstandarte, mit einem flexiblen Balgen verbunden. Sie können gegeneinander verstellt werden, um beispielsweise eine Perspektivekorrektur oder eine Tiefenschärfemanipulation nach der Scheimpflugschen Regel zu ermöglichen. Die Objektive können an der Objektivstandarte zumeist getauscht werden.